# 深井国
深井 国（ふかい くに、1935年1月5日 - ）は、日本の画家、イラストレーター、元漫画家。本名は深井国松。

## 略歴
- 1935年 - 神奈川県横浜市生まれ[1]。
- 1955年 - 研究所モダン・アートに入所。
- 1956年 -  週刊誌「平凡パンチ」に、創刊号よりイラストレーション・ストーリーを連載する。これがパリ・プランタンデパートのアートディレクターの目にとまったことから、大型のウインドウ ディスプレイ（縦2m横6m）を制作。同時に油彩画の指導を受けるが表現に限界を感じ、別のスタイルの模索を始める[1]。
- 1976年 - 早川書房SFマガジンにイラストレーション・ストーリー、「クニ・ファンタスチカ」「暗号」発表[1]。
- 1997年 - ギャラリーでオリジナル油彩と、1970年代に週刊朝日に連載された遠藤周作「王妃マリー・アントワネッ ト」の挿絵原画の一部を展示し完売する[1]。
- 2006年 - 個展を開催。「カーニバル」をテーマに水彩画約26点と数点の油彩を展示[1]。
- 2024年 - 原画・美術監督を務めた1973年公開の劇場アニメ映画『哀しみのベラドンナ』の原画を復元するためのプロジェクト「ベラドンナ原画復元計画」が発足された。4Kデジタルリマスターされたフィルムデータを元に復元し、アート作品として甦らせたのち画集製作をする予定[2][3]。9月18日よりクラウドファンディングを開始し、4日後には目標金額に達した[4]。

## 人物
作家の物語からイメージを膨らませ挿絵を描く仕事を天職と心得る。絵の勉強をしながら貸本漫画を描き始め、永島慎二、杉村篤（当時の筆名はコンタロー）、石川球太らと「むさしのプロダクション」を結成。当時のペンネームは深井日郎、深井ヒロー、フカイヒローなどであった。
つげ義春と知り合い、1963年からつげのアパートで同居生活を送った。
1964年頃からは、ベルナール・ビュフェ等の影響を受けた端麗なイラストレーションを、雑誌『平凡パンチ』などに発表しはじめる。
また、1971年には虫プロダクション製作のアニメーション『哀しみのベラドンナ』の美術監督を担当した。
その後は、イラストレーター、画家として多くの作品を発表し世界的な評価を得ている。また、挿絵画家としては、ハヤカワSF文庫のファンタジー系の作品やハヤカワミステリ文庫のペリー・メイスンシリーズ、多くの時代小説作品の挿絵・カバーアートを担当したことで知られている。
1990年代よりは主に音楽を奏でる演奏家らの姿を描いた油彩を制作。

## 関連人物
- つげ義春
- 川本コオ